# Malkoçoğlu Balı Bey
Malkoçoğlu Bali Bey (1495–1548), fue un destacado comandante militar otomano y gobernador al servicio del sultán Suleimán. Fue comandante del cuerpo de caballería ligera Akıncı, conformado por los exploradores y los soldados de la línea frontal del ejército otomano.